# Guenfouda
Guenfouda (en àrab كنفوذة, Ganfūḏa; en amazic ⴳⵏⴼⵓⴷⴰ) és una comuna rural de la província de Jerada, a la regió de L'Oriental, al Marroc. Segons el cens de 2014 tenia una població total de 5.591 persones.